# سكوت بيكر (كاتب)
سكوت بيكر (بالإنجليزية: Scott Baker)‏ (29 سبتمبر 1947، شيكاغو في الولايات المتحدة)؛ كاتب وروائي أمريكي.

## روابط خارجية
- سكوت بيكر على موقع IMDb (الإنجليزية)